# Premio Nacional de Arquitectura de España
El Premio Nacional de Arquitectura es un galardón concedido anualmente por el Gobierno de España. El primero se concedió en 1932 y desapareció durante la guerra civil. Vuelve a otorgarse desde 1944, aunque no se convoca todos los años.
Desde su establecimiento se venía concediendo a una obra en particular, pero desde 2001 se otorga a un arquitecto, por el conjunto de su obra.
En 2004 se "recrea" el premio de Arquitectura, se recupera el de Urbanismo y, además, se crea el Premio Nacional de Calidad de la Vivienda, que premia un edificio en concreto, pero solamente para los dedicados a viviendas
que paso a llamarse simplemente Premio Nacional de Vivienda desde 2009.
En 2013, volvieron a englobarse en un único premio, el Premio Nacional de Arquitectura de España. El premio es seleccionado por un jurado (que propondrá un candidato o candidata para el Premio o que se declare desierta la convocatoria) y es concedido por el titular del Ministerio de Fomento, que lo hará mediante orden ministerial.

## Galardonados
Lista de edificios y arquitectos galardonados:

### Años 1932-2000
| Imagen | Año(s)    | Arquitecto(s)                                                          | Obra                                                                                           | Ubicación | Ref.  |
| ------ | --------- | ---------------------------------------------------------------------- | ---------------------------------------------------------------------------------------------- | --------- | ----- |
|        | 1932      | Manuel Sánchez Arcas y Eduardo Torroja Miret                           | Central Térmica de la Ciudad Universitaria de Madrid                                           | Madrid    |       |
|        | 1933      | Fernando García Mercadal                                               | Proyecto de Museo de Arte Moderno (no construido)                                              |           |       |
|        | 1934      | No concedido                                                           |                                                                                                |           | [ 7 ] |
|        | 1935      | Arturo Sáenz de la Calzada                                             |                                                                                                |           |       |
|        | 1936-1943 | No convocado                                                           |                                                                                                |           |       |
|        | 1944      | Fernando Chueca Goitia                                                 |                                                                                                |           |       |
|        | 1945      | Juan González Cebrián                                                  |                                                                                                |           |       |
|        | 1946      | Francisco Javier Sáenz de Oiza y Luis Laorga                           | Proyecto para la plaza del Acueducto de Segovia                                                | Segovia   |       |
|        | 1947      | Ricardo Anadón Frutos, Federico Garcia del Villar                      | Ordenación en la calle de Toledo                                                               |           |       |
|        | 1948      | José Antonio Corrales                                                  | Concurso sobre una Ermita de montaña en La Mancha                                              |           |       |
|        | 1949-1953 | No convocado                                                           |                                                                                                |           |       |
|        | 1954      | Francisco Javier Sáenz de Oiza, José Luis Romany Aranda y Jorge Oteiza | Proyecto de capilla en el Camino de Santiago                                                   |           |       |
|        | 1955      | Jorge Oteiza                                                           | Propuesta de Capilla en el Camino de Santiago                                                  |           |       |
|        | 1956      | José María García de Paredes y Rafael de La-Hoz Arderius               | Colegio Mayor Santo Tomás de Aquino                                                            | Madrid    |       |
|        | 1957      | Juan Moya Arderíus                                                     |                                                                                                |           |       |
|        | 1958      | Pablo Pintado y Riba                                                   |                                                                                                |           |       |
|        | 1959      | Carlos Sobrini                                                         |                                                                                                |           |       |
|        | 1960      | Javier Barroso Ladrón de Guevara y Ángel Orbe Cano                     | Proyecto de Residencia para artistas en homenaje a Velázquez                                   |           |       |
|        | 1961      | Fernando Higueras y Rafael Moneo                                       | Anteproyecto de Centro de Restauraciones Artísticas (Madrid)                                   | Madrid    |       |
|        | 1962      | Juan Daniel Fullaondo                                                  | Proyecto de templete para banda de música.                                                     |           |       |
|        | 1963      | Antonio Fernández Alba                                                 | Convento del Rollo                                                                             | Salamanca |       |
|        | 1964      | No concedido                                                           |                                                                                                |           |       |
|        | 1965      | Heliodoro Dols Morell y Antonio López García                           | Plaza monumental de Pedraza                                                                    | Segovia   |       |
|        | 1966-1967 | No concedido                                                           |                                                                                                |           |       |
|        | 1968      | Fernando Garrido Rodríguez                                             | Escuela de Artes y Oficios de Algeciras                                                        | Algeciras |       |
|        | 1969      | Jaime López de Asiain y Ángel Díaz Domínguez                           | Museo Español de Arte Contemporáneo (MEAC) de Madrid. (actualmente dedicado a Museo del Traje) | Madrid    |       |
|        | 1970      | No concedido                                                           |                                                                                                |           |       |
|        | 1971      | José Manuel López Peláez y Julio Vidaurre Jofre                        | Modelo de Centro para EGB                                                                      |           |       |
|        | 1972-1973 | No concedido                                                           |                                                                                                |           |       |
|        | 1974      | Alejandro de la Sota Martínez                                          | Aulario de la Universidad de Sevilla                                                           | Sevilla   |       |
|        | 1975      | José Miguel de Prada Poole                                             | Pista de Patinaje sobre Hielo en Sevilla                                                       | Sevilla   |       |
|        | 1976-1980 | No convocado                                                           |                                                                                                |           |       |
|        | 1981      |                                                                        | Pasarela de hierro                                                                             | Algemesí  |       |
|        | 1982-1986 | No convocado                                                           |                                                                                                |           |       |
|        | 1987      | Carlos Ferrater                                                        | Viviendas en la calle Bertran, 113                                                             | Barcelona |       |
|        | 1988-1989 | No concedido                                                           |                                                                                                |           |       |
|        | 1990      | Juan Pecourt                                                           | PGOU de Torrente (Valencia)                                                                    |           |       |
|        | 1991      | No concedido                                                           |                                                                                                |           |       |
|        | 1992      | Carlos Ferrater                                                        | Hotel Juan Carlos I                                                                            | Barcelona |       |
|        | 1993      | Antonio Cruz Villalón y Antonio Ortiz García                           | Estación de Santa Justa                                                                        | Sevilla   |       |
|        | 1994      | No concedido                                                           |                                                                                                |           |       |
|        | 1995      | Enric Miralles y Carme Pinós (finalizado por Carme Pinós)              | Escuela-Hogar en Morella                                                                       | Morella   |       |
|        | 1996      | Mariano Bayón                                                          | PAD 96                                                                                         |           | [ 8 ] |
|        | 1997      | Manuel Gallego Jorreto                                                 | Museo de Bellas Artes de Coruña                                                                | La Coruña |       |
|        | 1998      | No concedido                                                           |                                                                                                |           |       |
|        | 1999      | Manuel de las Casas                                                    | Facultad de Ciencias de la Salud                                                               | La Coruña |       |
|        | 2000      | César Portela                                                          | Estación de autobuses de Córdoba                                                               | Córdoba   |       |

### Desde el año 2001
Desde el año 2001 el premio se otorga a la obra de un arquitecto, no a un edificio concreto.
| Año       | Galardonado                                     | País         | Ref.          |
| --------- | ----------------------------------------------- | ------------ | ------------- |
| 2001      | José Antonio Corrales                           | España       | [ 9 ] [ 10 ]  |
| 2002      | Miguel Fisac                                    | España       | [ 11 ] [ 12 ] |
| 2003      | Antonio Fernández Alba                          | España       | [ 13 ]        |
| 2004      | Matilde Ucelay Maortúa                          | España       | [ 14 ]        |
| 2005      | Santiago Calatrava                              | España       | [ 15 ] [ 16 ] |
| 2006      | Oriol Bohigas                                   | España       | [ 17 ]        |
| 2007-2008 | No concedido                                    | No concedido | No concedido  |
| 2009      | Carlos Ferrater                                 | España       | [ 18 ] [ 19 ] |
| 2010      | Lluis Clotet                                    | España       | [ 20 ] [ 21 ] |
| 2011-2013 | No concedido                                    | No concedido | No concedido  |
| 2014      | Juan Navarro Baldeweg                           | España       | [ 22 ] [ 23 ] |
| 2015      | Rafael Moneo                                    | España       | [ 24 ] [ 25 ] |
| 2016      | José Antonio Martínez Lapeña y Elías Torres Tur | España       | [ 26 ]        |
| 2017      | No concedido                                    | No concedido | No concedido  |
| 2018      | Manuel Gallego Jorreto                          | España       | [ 27 ]        |
| 2019      | Álvaro Siza                                     | Portugal     | [ 28 ]        |
| 2020      | Alberto Campo Baeza                             | España       | [ 29 ]        |
| 2021      | Carme Pinós                                     | España       | [ 30 ]        |
| 2022      | Emilio Tuñón                                    | España       | [ 31 ]        |
| 2023      | Ángela García de Paredes e Ignacio Pedrosa      | España       | [ 32 ]        |